# Tàntal blanc
El tàntal blanc és un ocell camallarg de la família dels cicònids (Ciconiidae) que habita zones d'aiguamolls, llacs i manglars del sud-est asiàtic, a Cambodja, sud del Vietnam, Malaia, Sumatra, Borneo i Sulawesi. És un gran ocell que pot arribar a la llargària de 97 cm, amb color general blanc, que contrasta amb la pell vermella de la cara i les plomes de vol d'ales i cua, de color negre verdós brillant.